# Anthrax galali
Anthrax galali är en tvåvingeart som beskrevs av El-hawagry 2002. Anthrax galali ingår i släktet Anthrax och familjen svävflugor.
Artens utbredningsområde är Egypten. Inga underarter finns listade i Catalogue of Life.